# Mánagarmr
Mánagarmr (dal norreno "cane della Luna") era un lupo della mitologia norrena, nato nella Járnviðr (la foresta di ferro), molto probabilmente della stessa stirpe di Fenrir, Skǫll e Hati.
Il suo compito è quello di divorare la luna nel Ragnarǫk, ma non deve essere confuso con Hati, benché entrambi siano lupi destinati a divorare il globo lunare nella fine dei tempi. Su questo le fonti non sono molto chiare ma nell'Edda in prosa si parla dei due lupi come di due entità distinte.
Nell'Edda in prosa di Snorri Sturluson si racconta di Mánagarmr come del lupo più forte di tutti, e che si pasce della carne di tutti gli uomini che muoiono.
Così viene descritto nel poema eddico Vǫluspá:
feigra manna,

ryðr ragna siöt

rauðum dreira;

svart var þa sólskin

of sumur eptir

veðr öll válynd.

Vituð ér enn eða hvat?»
degli uomini destinati a morire,

arrossa le case degli dèi

con sangue scarlatto.

Si oscura la luce del sole

nelle prossime estati,

verranno tempi di tradimento.

Che altro tu sai?»
(Edda poetica - Völuspá - Profezia della Veggente)